# Dame de trèfle
La dame de trèfle (ou reine de trèfle) est une carte à jouer.

## Caractéristiques
La dame de trèfle fait partie des jeux de cartes utilisant les enseignes françaises. En France, on la retrouve dans les jeux de 32 cartes, de 52 cartes et de tarot. 
Son rang habituel est situé entre le valet de trèfle (le cavalier de trèfle au tarot) et le roi de trèfle.
Dans les enseignes latines, son équivalent est le cavalier de bâton ; dans les enseignes allemandes et suisses, il s'agit de l'Ober de gland (Eichelnober).

## Représentations
Comme les autres figures, la dame de trèfle représente un personnage, typiquement une femme en costume associé à l'Europe des XVIe et XVIIe siècles et portant une couronne. Les représentations régionales de la dame de trèfle, si elles sont relativement similaires, diffèrent néanmoins significativement sur les détails.
Dans les cartes vendues en France, la dame de trèfle est une femme aux cheveux blancs. Elle est représentée légèrement tournée vers la droite. Ses habits sont rouges et bleus, et elle est coiffée d'un voile rouge. Le dos de sa main droite repose sur sa hanche ; elle est la seule dame à ne pas tenir de fleur. Les figures des cartes françaises sont à portrait double, symétriques par rapport à la diagonale, et la dame de trèfle suit cette représentation. 
Les habits représentés sont très proches de ceux habituellement associés à Anne de Bretagne, au point que certains historiens suggèrent que la reine Anne, elle-même grande amatrice de cartes à jouer, est peut-être la dame représentée sur cette carte.
Dans les cartes anglaises, souvent utilisées au poker, le visage de la dame de trèfle est légèrement tourné vers la gauche. Ses habits sont noirs, avec des pointe jaunes et rouges. Elle tient une fleur jaune dans sa main droite (dans les cartes anglaises, toutes les reines tiennent une fleur).
Dans les cartes allemandes, le visage de la dame de trèfle est légèrement tourné vers la gauche de la carte ; elle tient une fleur dans la main droite.
Les cartes italiennes faisant usage des enseignes françaises représentent la dame de trèfle de diverses façons. Dans les jeux génois et piémontais, elle ressemble fortement au portrait français ; le jeu piémontais lui fait toutefois tenir un éventail dans sa main gauche. Le jeu lombard la représente le visage légèrement incliné vers la gauche de la carte ; elle ne tient rien dans ses mains. En Toscane, elle est représentée en pied, avec une robe jaune et bleue ; sa main droite tient une couronne de lauriers.
Si la variante indique la valeur des cartes dans les coins, celle de la dame de trèfle est reprise en rouge par l'initiale du mot dans la langue correspondante (« D » pour « dame » en français et « Dame en allemand, « Q » pour « queen » en anglais, « Д » pour « дама » en russe, etc.).
De façon unique, chacune des figures des cartes françaises porte un nom, inscrit dans un coin, dont l'origine et la signification sont incertaines,. La dame de trèfle est appelée « Argine », possible anagramme de regina, « reine » en latin.

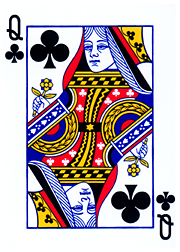
Dame de trèfle, portrait anglais, jeu de poker.
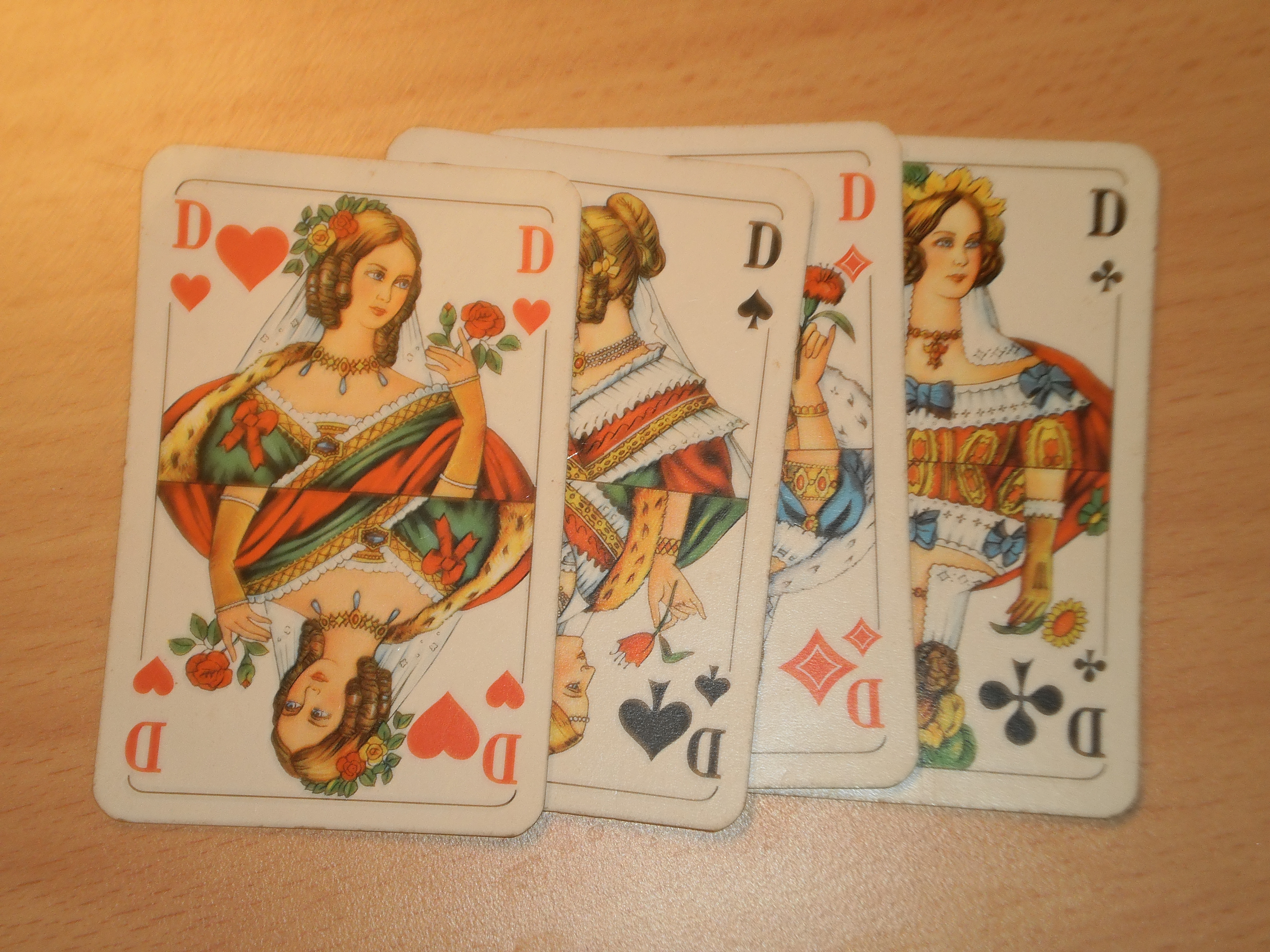
Quatre dames, portrait allemand, jeu de Skat.
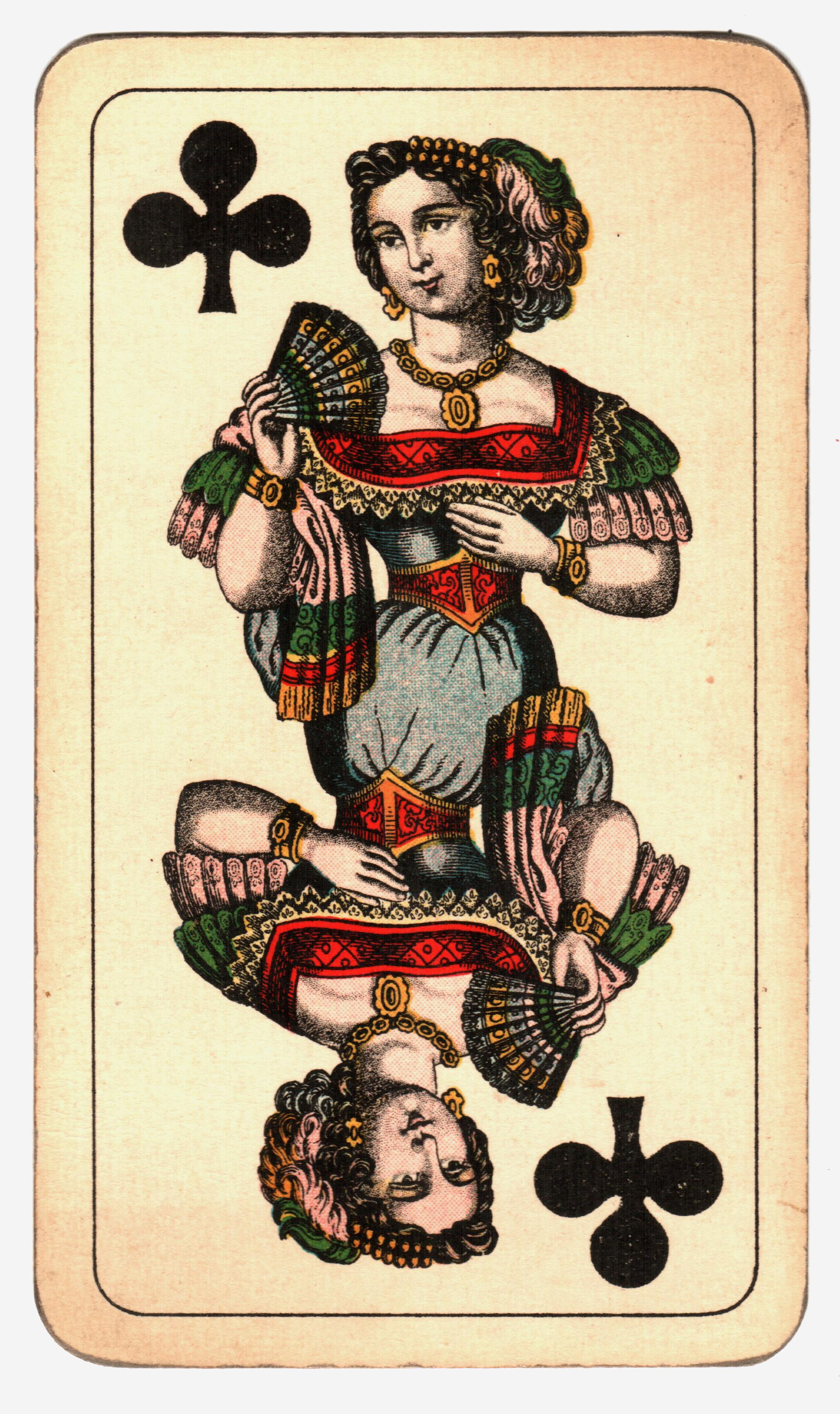
Dame de trèfle, Hongrie.
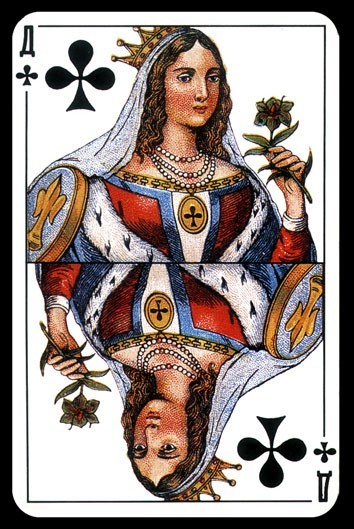
Dame de trèfle, portrait russe.

## Historique
Les premières cartes à jouer éditées en Europe ne comportent aucune des enseignes rencontrées dans les jeux français contemporains. Les enseignes latines (bâtons, deniers, épées et coupes) sont probablement adaptées des jeux de cartes provenant du monde musulman,. Les enseignes françaises sont introduites par les cartiers français à la fin du XVe siècle, probablement par adaptation des enseignes germaniques (glands, grelots, feuilles et cœur). Les enseignes françaises procèdent d'une simplification des enseignes précédentes, permettant une reproduction plus aisée (et donc un moindre coût de fabrication). L'enseigne de trèfle semble trouver son origine dans celle de gland des enseignes germaniques, débarrassée de ses détails et fortement stylisée. Le passage du bâton des enseignes latines au gland des enseignes germaniques pourrait quant à lui provenir d'une altération de la pointe de ces premières.
Les figures des premiers jeux de cartes européens sont le roi, le cavalier et le valet ou fantassin (« fante » en italien). La plupart des jeux régionaux conservent cette distinction entre cavalier et valet (les jeux allemands, les désignent comme valet supérieur, Ober, et valet inférieur, Unter). Les jeux français remplacent le cavalier par la dame mais conservent le valet.
En France, sous la Terreur (1793-1794), les dames sont remplacées par des vertus ou des libertés nouvelles. La carte correspondant à la dame de trèfle personnifie ainsi la liberté du mariage.

## Informatique
La dame de trèfle fait l'objet d'un codage dédiée dans le standard Unicode : U+1F0DD, « 🃝 » (cartes à jouer) ; ce caractère sert également pour la dame de bâton.